# Glomerella amenti
Glomerella amenti är en svampart som först beskrevs av Emil Rostrup, och fick sitt nu gällande namn av Arx & E. Müll. 1954. Glomerella amenti ingår i släktet Glomerella och familjen Glomerellaceae.   Inga underarter finns listade i Catalogue of Life.